# Saint-Calais-du-Désert
Saint-Calais-du-Désert là một xã của tỉnh Mayenne, thuộc vùng Pays de la Loire, tây bắc nước Pháp.